# Верх-Неня
Верх-Неня — село в Ельцовском районе Алтайского края России. Административный центр Верх-Ненинского сельсовета.

## История
Основано в 1810 году. В «Списке населенных мест Российской империи» 1868 года издания населённый пункт упомянут как бывшая казачья станица Верх-Ненинская Кузнецкого округа (1-го участка) при реке Нене, расположенная в 140 верстах от окружного города Кузнецка. В ней имелось 17 дворов и проживало 74 человека (36 мужчин и 38 женщин). Функционировала православная часовня.
По состоянию на 1911 год деревня Верх-Ненинская входила в состав Поповичевской волости Кузнецкого уезда и включала в 105 дворов. Население составляло 586 человек. Функционировал хлебозапасный магазин.
В 1928 году в селе работали школа и лавка общества потребителей, имелось 174 хозяйства, проживало 803 человека. Являлось центром сельсовета Солтонского района Бийского округа Сибирского края.

## География
Находится в восточной части Алтайского края, преимущественно на правом берегу реки Уруны, на расстоянии 21 километра по прямой к юго-востоку от села Ельцовка. Абсолютная высота: 333 метра над уровнем моря.

## Население
| 1997 | 1998 | 1999 | 2000 | 2001 | 2002 | 2003 |
| ---- | ---- | ---- | ---- | ---- | ---- | ---- |
| 446  | ↘433 | ↗446 | ↘439 | ↘410 | ↘369 | ↗371 |
| 2004 | 2005 | 2006 | 2007 | 2008 | 2009 | 2010 |
| ↘360 | ↘336 | ↘329 | ↘312 | ↘285 | ↘269 | ↘257 |
| 2011 | 2012 | 2013 |      |      |      |      |
| ↘256 | ↘235 | ↘226 |      |      |      |      |

Согласно переписи 2002 года русские составляли 94 %.

## Инфраструктура
Функционируют средняя общеобразовательная школа, фельдшерско-акушерский пункт, библиотека и отделение «Почты России».

## Улицы
Уличная сеть состоит из 10 улиц и 1 переулка.

## Транспорт
Село доступно автомобильным транспортом.
Проходит автодорога межмуниципального значения «Пуштулим — Верх-Неня — Кедровка» (идентификационный номер 01 ОП МЗ 01Н-1002).